# Patellapis murbana
Patellapis murbana är en biart som först beskrevs av Blüthgen 1931.  Patellapis murbana ingår i släktet Patellapis och familjen vägbin. Inga underarter finns listade i Catalogue of Life.